# Cecil Aldin
Cecil Charles Windsor Aldin, né le 28 avril 1870 à Slough et mort le 6 janvier 1935 à Londres, est un peintre animalier et illustrateur humoristique anglais.

## Biographie
Cecil Aldin commença à dessiner des animaux à l'âge de quinze ans et s’inspira du style victorien des  gravures de Randolph Caldecott.
Il étudia au Royal College of Art et fut un élève de William Frank Calderon.
Il fut à l’origine de la renaissance de l’art animalier en Grande-Bretagne par ses peintures de chiens et d’animaux de chasse.
Il fonda le 1er avril 1898 le London Sktech Club avec d’autres dessinateurs comme Dudley Hardy, Phil May, Walter Churcher, se séparant de l'Artist's Society fondée en 1830 et compta parmi ses membres notamment John Tenniel et Arthur Rackham. La même année, il fut reçu membre de la Royal Society of British Artists

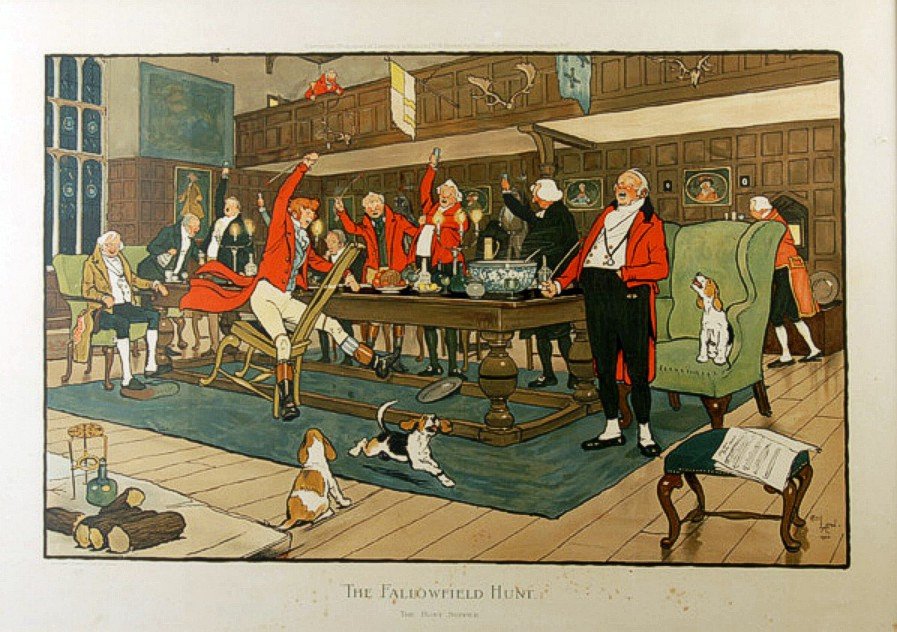
The Fallowfield Hunt

Passionné par les chevaux, il réalisa de nombreuses estampes d’attelages, de scènes de diligence ou de chasse à courre. Il chassait lui-même  à courre et devint maître d’un équipage réputé, les South Berks. Il pratiquait également la course point-to-point  (en français la course au clocher) malgré ses rhumatismes.
Il fournit des dessins à des journaux comme  The Illustrated London News, mais aussi à des revues spécialisées d’art comme  The Sketch, The Graphic ou humoristiques, comme Punch.
Il réalisa également des affiches pour  le chocolat  Cadbury, Bovril et la moutarde Colman's.
Enfin il illustra des dizaines de livres sur la chasse, les animaux, les vieux cottages  ou des classiques comme  le Pickwick de Dickens ou Le Livre de la jungle de Kipling parmi les plus recherchés, ainsi que des ouvrages pour l'enfance et la jeunesse.
À la fin de sa vie, il s’installa à Majorque.

## Œuvres en français illustrées par Aldin
- Charles Dickens, Les Papiers posthumes du Pickwick Club, Hachette, 1912
- Magdeleine du Genestoux, Coin-Coin, Hachette, 1928
- Magdeleine du Genestoux, Porcinet l'affamé, Hachette, 1925
- Brochure du syndicat d'initiative du Touquet 1928
- Walter Emmanuel, Une journée de chien, Le Rocher, 2006  (ISBN 2-268-06031-4)

## Œuvres dans les collections publiques
- Touquet-Paris-Plage, musée municipal, Le Casino de la forêt, pastel et crayon sur papier, vers 1920[1]

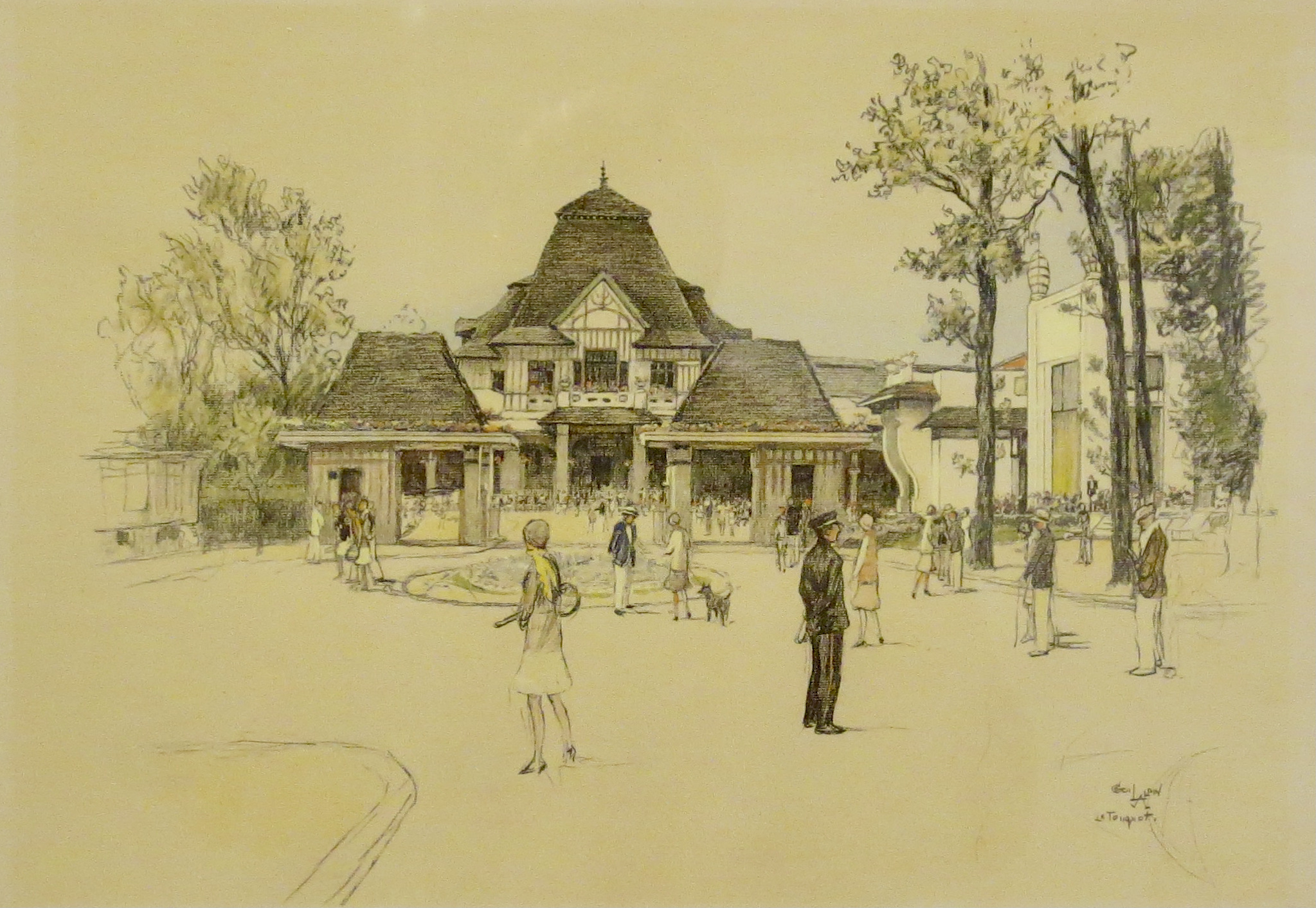
Le Casino de la forêt.

## Illustrations

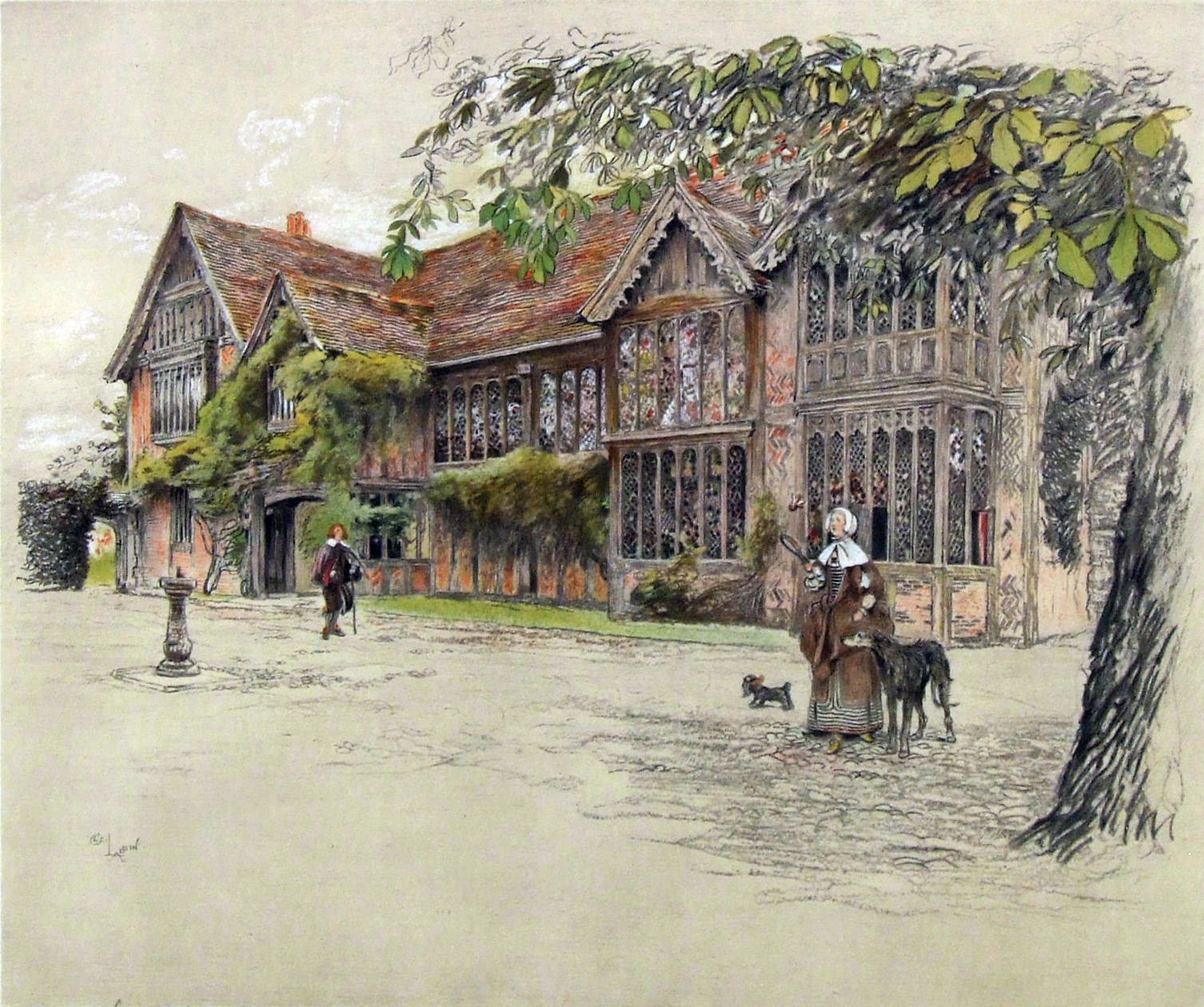
Lithographie, Ockwells Manor
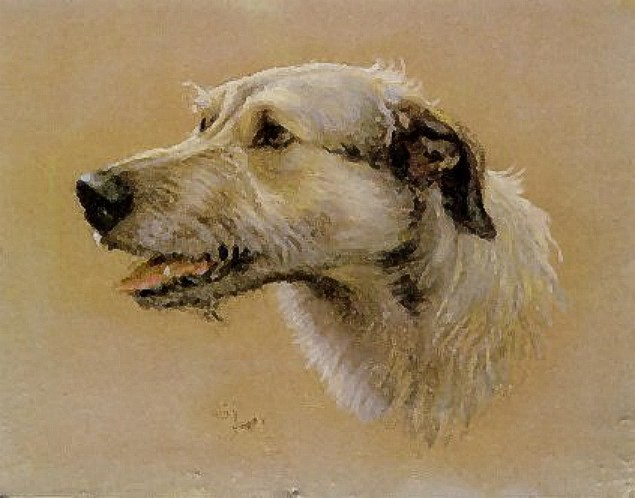
Tête d'Irish wolfhound
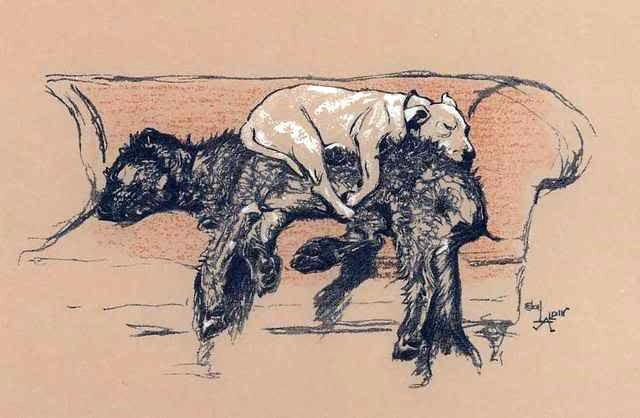
Pastel
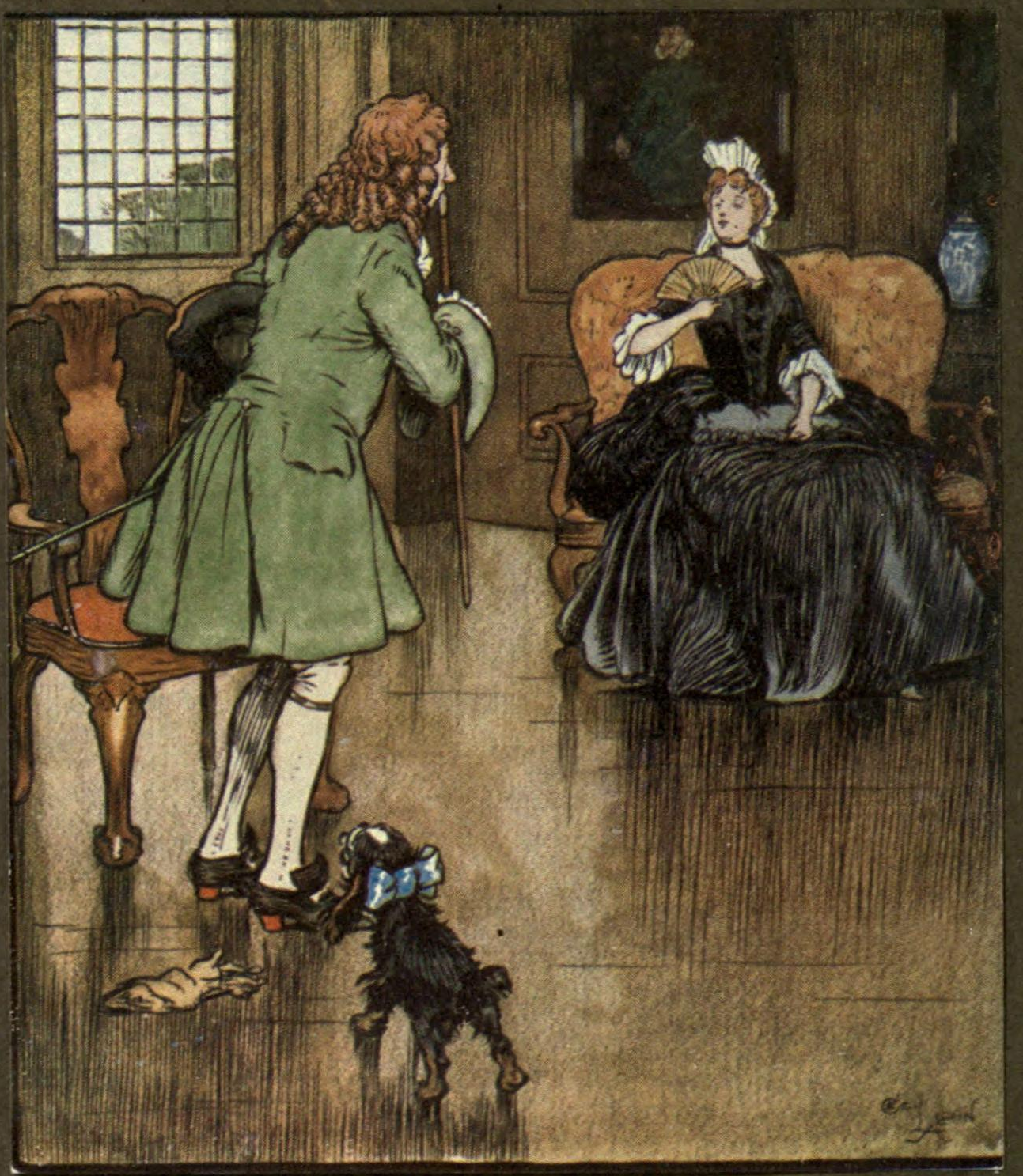
Illustration, frontispice de The Perverse Widow and The Widow de Richard Steele, 1909
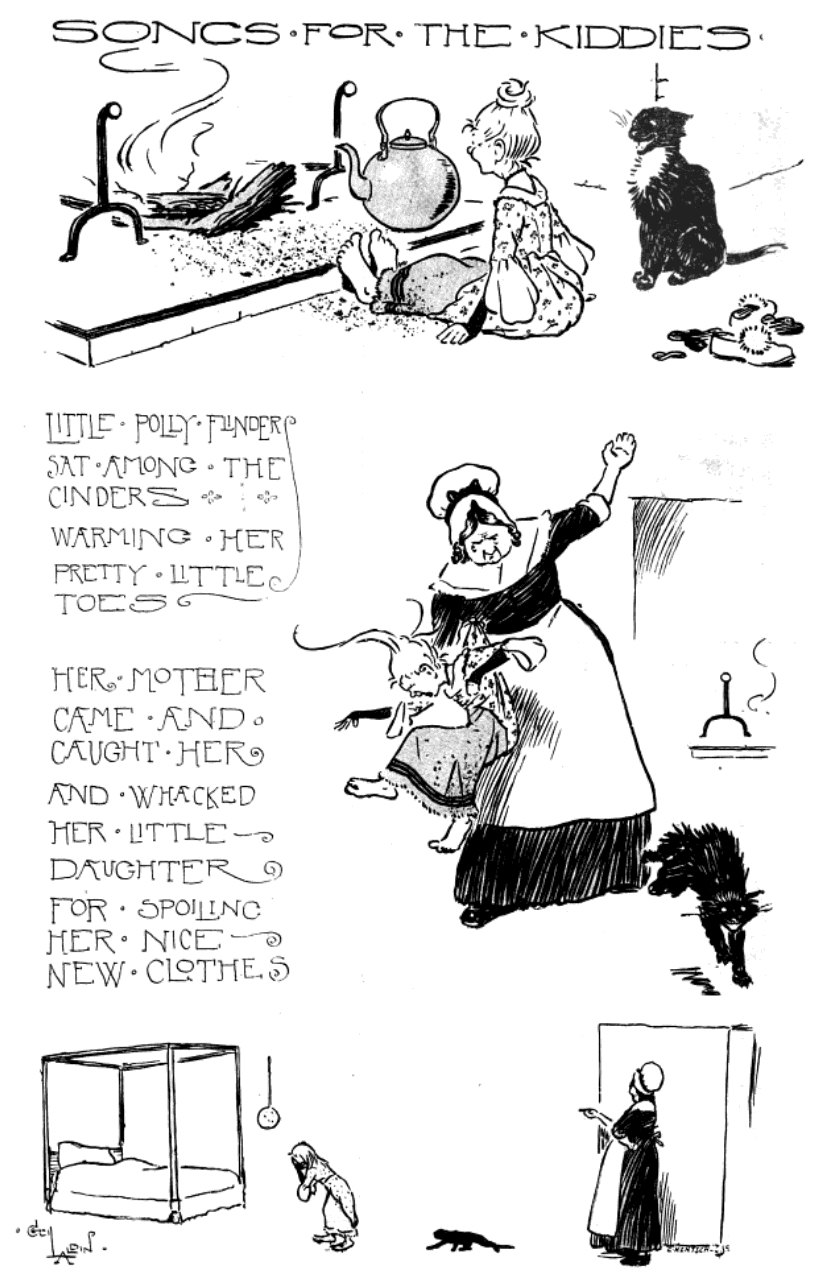
Illustrations dans The Sketch d'octobre 1900
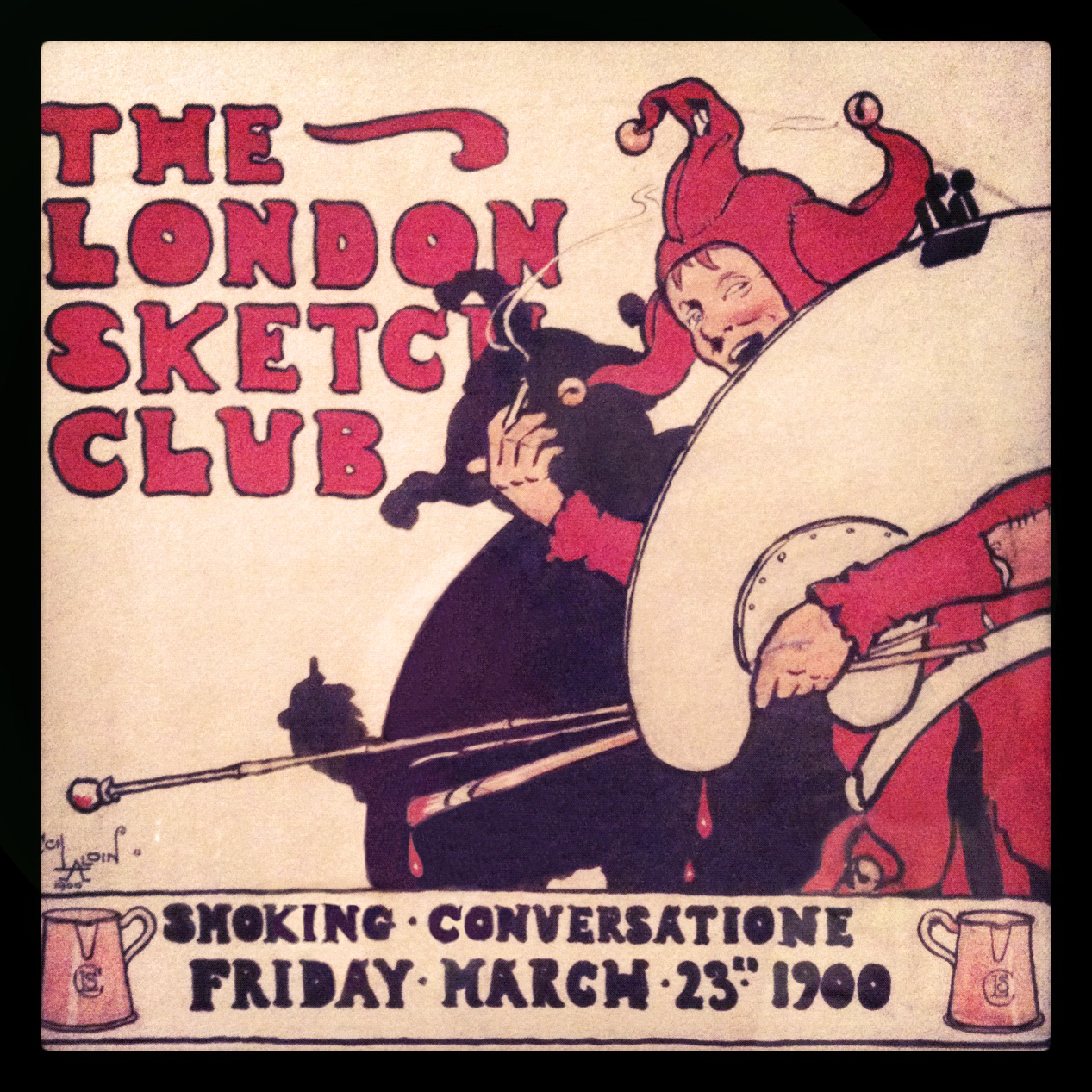
Invitation au London Sketch Club (en)